# Custos rotulorum del Berkshire
Quella che segue è una lista dei custos rotulorum del Berkshire.
- Sir William Essex prima del 1544–1548
- Robert Keilway 1549–1581
- Sir Henry Neville prima del 1584–1593
- Sir Edward Norreys 1601–1603
- Sir Henry Neville dopo il 1605–1615
- Sir Francis Moore 1615–1621
- Richard Lovelace, I barone Lovelace 1621–1634
- William Craven, I conte di Craven 1634–1689
- Henry Howard, VII duca di Norfolk 1689–1701

Dal 1701 la carica di custos rotulorum del Berkshire coincise con quella di lord luogotenente del Berkshire. Per vedere gli altri custos rotulorum del Berkshire vedi la pagina lord luogotenente del Berkshire.